# L'Italia sul 2
L'Italia sul 2 è stato un programma televisivo pomeridiano di Rai 2 in onda dal 2002 al 2012, dal lunedì al venerdì, dalle 14:00 alle 16:10.

## Storia
L'Italia sul 2 parte il 3 giugno 2002 alle ore 15:30 su Rai 2 con la conduzione di Monica Leofreddi. Visto il successo ottenuto durante l'estate, la Rai decide di prolungare la trasmissione per tutta la stagione fino al 13 giugno 2003, sempre con la conduzione della Leofreddi; a partire dal 15 settembre 2003 al 5 gennaio 2007, a questa viene affiancato Milo Infante.
Dall'8 gennaio 2007, la Leofreddi passa a condurre Donne, altro programma pomeridiano di Rai 2, in onda subito dopo L'Italia sul 2, e al suo posto arriva Roberta Lanfranchi.
Il suo ascolto medio è stato di circa due milioni di telespettatori a puntata.
Il rotocalco televisivo ha subito raccolto un discreto successo tra il pubblico, grazie alla varietà di argomenti affrontati, da quelli più leggeri a quelli riguardanti fatti d'attualità politica, sociale e di cronaca. Erano presenti anche interviste a personaggi famosi che rievocavano la propria carriera ed annunciavano i propri progetti futuri.
Altra componente del programma erano delle mini fiction, trasmesse in tre parti nell'arco di ogni puntata, che proponevano tematiche di costume e venivano commentate da ospiti fissi o comunque ricorrenti tra cui lo psichiatra Alessandro Meluzzi, la disc jockey Anna Pettinelli, la giornalista Emanuela Falcetti, l'attrice Lella Costa, le scrittrici Barbara Alberti ed Antonella Boralevi, il giornalista e scrittore Andrea Biavardi, il sessuologo Marco Rossi, gli psichiatri Paolo Crepet e Sarah Viola, la conduttrice Marta Flavi, il cantante Paolo Mengoli, il critico televisivo Alessandro Rostagno e molti altri personaggi del mondo della TV o impegnati in ambito sociale come ad esempio Don Antonio Mazzi; tali mini fiction erano interpretate da vari attori.
In contemporanea allo svolgimento del reality L'isola dei famosi (che all'epoca era trasmesso da Rai 2), il programma dedicava giornalmente un blocco di 45 minuti per esprimere, con l'aiuto di vari ospiti ed opinionisti (talvolta anche con gli stessi protagonisti del reality), vari giudizi sullo show, sui suoi concorrenti e sui suoi avvenimenti.
La prima serie del programma si conclude il 6 giugno 2008.
Il talk-show, a partire dall'8 settembre, diventa Italia allo specchio e a condurlo è Francesca Senette, mentre Infante dallo stesso giorno passa a condurre sulla stessa rete, nella fascia tardo-mattutina, il programma d'attualità Insieme sul Due, con una formula sostanzialmente identica a quella de  L'Italia sul 2 .
A partire dal 21 settembre 2009, il programma torna al titolo originale e vede il ritorno alla conduzione di Milo Infante in coppia con Lorena Bianchetti (che sostituisce la Senette). La trasmissione va in onda dal lunedì al venerdì, dalle 14:45 alle 16:00, in diretta su Rai 2, sino al 28 maggio 2010, preceduto dal talk-show politico Il fatto del giorno, condotto da Monica Setta.
Nell'estate 2010 viene annunciato che nella nuova stagione televisiva, il contenitore verrà trasformato in Pomeriggio sul 2, pure questo sostanzialmente uguale a L'Italia sul 2. Il nuovo programma parte il 13 settembre, con la conduzione di Milo Infante e Caterina Balivo, quest'ultima subentrata alla Bianchetti, che comunque era presente anche in questa stagione, con la rubrica di 15 minuti intitolata Dillo a Lorena, che chiudeva ogni puntata.
Il 12 settembre 2011 il programma torna nuovamente al suo titolo originale: a condurre questa nuova edizione vi sono di nuovo Milo Infante e Lorena Bianchetti (tornata in pianta stabile al posto della Balivo).
Il programma viene rinnovato nei contenuti: si dà più spazio all'attualità di tutti i giorni ed ai temi politici ed economici mentre la cronaca nera era stata inizialmente eliminata dalla trasmissione per poi ritornare quasi subito in seguito ai bassi riscontri d'audience delle prime puntate; inoltre quest'anno il programma va in onda da un nuovo studio (nei nuovi East End Studios Rai di via Mecenate a Milano) e vede anche la partecipazione del pubblico in studio ai vari dibattiti. L'edizione 2011-2012 del programma però registra indici di ascolto molto più bassi delle edizioni precedenti tanto che a fine stagione la trasmissione chiude definitivamente i battenti.
Dal 17 settembre 2012 il programma lascia dunque il posto al nuovo talk-show Parliamone in famiglia, condotto in solitaria da Lorena Bianchetti, di fatto anch'esso epigono de L'Italia sul 2; il programma è stato però cancellato il 26 ottobre successivo, dopo appena un mese e mezzo di programmazione, a causa dei bassi ascolti registrati e sostituito a partire dalla primavera 2013, dopo quasi 6 mesi in cui sono andati in onda dei telefilm in replica come riempitivo, dal programma di factual Detto fatto, condotto da Caterina Balivo.

### L'Italia sul 2 giovani
Dal 13 gennaio 2007 e fino alla fine di quella stagione televisiva, il programma andò in onda anche il sabato, nella stessa fascia oraria e con gli stessi conduttori della versione ordinaria di quel periodo (Milo Infante e Roberta Lanfranchi), con il titolo L'Italia sul 2 giovani, occupandosi di temi che riguardano principalmente gli adolescenti come la verginità, la prima esperienza sessuale, il rapporto con i genitori, la discoteca, la droga ecc. Il programma si avvale, oltre che di ospiti famosi, anche di una schiera di ragazzi che intervengono con valutazioni, opinioni e testimonianze.

### Versioni estive
Nato nel 2002 come programma estivo, una volta promosso alla stagione invernale, L'Italia sul 2 venne poi riproposto nuovamente anche in versione estiva, sempre dal lunedì al venerdì e sempre nello stesso slot orario della versione classica, per due volte: nell'estate 2004 con il titolo Estate sul 2, condotto da Maria Teresa Ruta e Monica Rubele, e nell'estate 2006 con il titolo L'Italia sul 2 estate, condotto da Luana Ravegnini, Sabina Stilo e Laura Tecce (quest'ultima presente però solo nelle prime puntate).

## Edizioni
- 1° (3 giugno 2002-13 giugno 2003)
- 2° (15 settembre 2003-11 giugno 2004)
- 3° (13 settembre 2004-3 giugno 2005)
- 4° (12 settembre 2005-16 giugno 2006)
- 5° (11 settembre 2006-15 giugno 2007)
- 6° (10 settembre 2007-6 giugno 2008)
- 7° (21 settembre 2009-28 maggio 2010)
- 8° (12 settembre 2011-1º giugno 2012)